# Lim Kyoung-won
Lim Kyoung-won (* 6. Dezember 1993) ist ein ehemaliger südkoreanischer Shorttracker.

## Werdegang
Lim debütierte zu Beginn der Saison 2016/17 in Calgary im Shorttrack-Weltcup und belegte dabei den zehnten Platz über 1000 m und den siebten Platz über 500 m. Mit der Staffel wurde er dort Dritter. Beim folgenden Weltcup in Salt Lake City holte er über 1000 m seinen ersten Weltcupsieg. Im Dezember 2016 folgten in Shanghai ein zweiter Platz über 1000 m und ein dritter Rang mit der Staffel und erreichte damit zum Saisonende den fünften Platz im Weltcup über 1000 m. Bei der Winter-Universiade 2017 in Almaty gewann er die Goldmedaille über 1000 m. Im März 2017 wurde er bei den Weltmeisterschaften in Rotterdam Achter mit der Staffel.

## Weltcupsiege im Einzel
| Nr. | Datum             | Ort            | Disziplin |
| --- | ----------------- | -------------- | --------- |
| 1.  | 12. November 2016 | Salt Lake City | 1000 m    |

## Persönliche Bestzeiten
- 500 m    40,385 s (aufgestellt am 13. November 2016 in Salt Lake City)
- 1000 m  1:22,476 min. (aufgestellt am 12. November 2016 in Salt Lake City)
- 1500 m  2:19,474 min. (aufgestellt am 4. Februar 2017 in Almaty)